# Norma de la nacionalidad dominante

Signatarios del Convenio concerniente a determinadas cuestiones relativas a conflictos de leyes de nacionalidad. Las partes ratificantes aparecen en verde

La norma de la nacionalidad dominante es consecuencia del artículo 4 del Convenio concerniente a determinadas cuestiones relativas a conflictos de leyes de nacionalidad de 1930, tratado ratificado por veintitrés partes. En él se establece que «un Estado no puede brindar protección diplomática a uno de sus nacionales que posea a la vez la nacionalidad del Estado al que se le reclama».
A efectos prácticos, significa que cuando un ciudadano múltiple se encuentra en el país de una de sus nacionalidades, ese país tiene derecho a tratarlo como si fuera únicamente ciudadano o nacional de ese país. Esto incluye el derecho a imponer obligaciones de servicio militar o exigir un permiso de salida para marcharse.
La catedrática Eileen Denza afirma que la norma es una codificación de una «norma clásica» y, a partir de 2018, sigue siendo una «práctica estatal moderna» a nivel internacional. El proyecto de artículos sobre protección diplomática de 2006 de la Comisión de Derecho Internacional reafirmó en general la norma.

## Explicación detallada

### Reino Unido
El Ministerio del Interior del Reino Unido dio una explicación detallada de la norma:
Comúnmente conocida como la «norma de la nacionalidad dominante», el efecto práctico de este artículo es que cuando una persona es nacional de, por ejemplo, dos Estados (A y B), y se encuentra en el territorio del Estado A, el Estado B no tiene derecho a reclamar a esa persona como su nacional o a intervenir en su nombre. Una persona que se encuentre en el territorio de un tercer Estado puede ser tratada como nacional de A o de B; normalmente no importa de cuál de los dos Estados se trate, excepto, por ejemplo, cuando los tribunales del tercer Estado tengan que resolver sobre cuestiones relativas al estatuto de esa persona y las leyes pertinentes dependan de la nacionalidad de la persona. En tales casos, es necesario elegir una nacionalidad efectiva (es decir, una de las dos nacionalidades se elige como efectiva a efectos del tercer Estado).
El Ministerio de Asuntos Exteriores del Reino Unido reafirmó esto en su consejo a los ciudadanos con doble nacionalidad en el extranjero, afirmando que «normalmente no le ofrecería apoyo ni se involucraría en los tratos entre usted y las autoridades de ese Estado». El Reino Unido aún puede hacer gestiones diplomáticas informales ante las autoridades de otro país cuando un ciudadano británico está retenido en otro país, aunque esa persona sea también ciudadana de ese país, en caso de necesidades humanitarias especiales, como la intervención que hizo el entonces ministro de Asuntos Exteriores británico, Philip Hammond, durante las desapariciones en Causeway Bay Books.

## Historia
Durante la época de la Guerra Fría, Estados Unidos firmó acuerdos consulares con algunos países del Pacto de Varsovia por los que se establecía que un ciudadano estadounidense que entrara en ese país con pasaporte estadounidense y el visado correspondiente no sería tratado posteriormente como ciudadano de ese país (y, por tanto, se le impediría salir). Los países del Pacto de Varsovia implicados (especialmente Polonia) deseaban fomentar el turismo de emigrantes y sus descendientes establecidos en EE. UU. Desde la disolución del Pacto de Varsovia en 1991, muchos de esos países han suprimido la obligación de visado para los ciudadanos estadounidenses, anulando así esas disposiciones.
Australia, Canadá y Estados Unidos han celebrado acuerdos consulares similares con la República Popular China.
En 2006, la Comisión de Derecho Internacional adoptó un proyecto de artículos sobre la protección diplomática, que codificaba en gran medida la práctica establecida y que, en general, reafirmaba la norma. Sin embargo, intentó suavizar el rigor de la práctica tradicional con una propuesta según la cual, cuando la nacionalidad de un Estado protector sea «predominante», podrá concederse la protección diplomática. Este proyecto de artículos no se ha sometido a una conferencia para formalizarlo en un tratado. El proyecto de artículo 7 establece lo siguiente:

Un Estado de la nacionalidad no podrá ejercer la protección diplomática con respecto a una persona frente a otro Estado del que esa persona sea también nacional, a menos que la nacionalidad del primer Estado sea predominante tanto en la fecha en la que se produjo el perjuicio como en la fecha de la presentación oficial de la reclamación.

Eileen Denza, catedrática de Derecho Internacional del University College de Londres y antigua asesora jurídica del Ministerio de Asuntos Exteriores y de la Mancomunidad de las Naciones, afirma que la norma es una codificación de una «norma clásica» y que, a partir de 2018, sigue siendo una «práctica estatal moderna» a nivel internacional.
James Larry Taulbee y Gerhard von Glahn, en su libro de texto jurídico estadounidense de 2022, escriben que en relación con los artículos subyacentes 3 a 6 del Convenio sobre ciertas cuestiones relativas al conflicto de nacionalidad: «los Estados siguen hoy en la práctica casi todas esas disposiciones, a pesar de la ausencia de normas convencionales generales». No utilizan el nombre «norma de la nacionalidad dominante», pero proporcionan explícitamente un resumen de la norma.